# Lenhovda
Lenhovda est une localité de Suède dans la commune d'Uppvidinge située dans le comté de Kronoberg.
Sa population était de 1 795 habitants en 2019.

## Personnalités liées à la localité
- Alexandra et Rebecka Lazic (nées en 1994), volleyeuses internationales suédoises, originaires de la commune.